# Église Saint-Pierre-ès-Liens de Bouray-sur-Juine
L'église Saint-Pierre-ès-Liens de Bouray-sur-Juine est une église paroissiale catholique, dédiée à saint Pierre-ès-Liens, située dans la commune française de Bouray-sur-Juine et le département de l'Essonne.

## Historique
L'église est bâtie au XIIe siècle mais subit de sévères prédations durant la Guerre de Cent Ans car elle est incendiée ; elle est reconstruite au XVe siècle.
L'église est restaurée au XIXe siècle et de nouveaux vitraux sont alors installés.
Depuis un arrêté du 17 février 1950, l'église est inscrite au titre des monuments historiques.

## Description
L'édifice conserve la tour et le chevet plat de l'époque romane.
L'église conserve des pierres tombales Renaissance.

## Pour approfondir